# Вейенберг, Надежда
Надежда Вейенберг (нидерл. Nadja Wijenberg, урождённая Надежда Алексеевна Ильина; род. 2 апреля 1964, д. Верхняя Яндоба, Канашского района) — бегунья на длинные дистанции. Победитель марафонов.

## Биография
Участница Олимпийских игр 2000 года на марафонской дистанции (22-е место). На чемпионате мира 2005 года не смогла добежать марафон.
До 1999 года выступала за Россию, но после того как вышла замуж за своего тренера голландца Гера Вейенберга получила нидерландское гражданство и стала выступать за Нидерланды. В настоящее время проживает в Схиннене.

## Достижения
- Победительница Лиссабонского полумарафона 1993 года — 1:09.47
- Победительница Амстердамского марафона 1996 года — 2:34.35
- Победительница Гётеборгского полумарафона 1998 года — 1:12.31
- Победительница Афинского марафона 2003 года — 2:43:18
- Победительница Энсхедского марафона 2004 года — 2:31:23